# Гаррістаун (Іллінойс)
Гаррістаун (англ. Harristown) — селище (англ. village) в США, в окрузі Мейкон штату Іллінойс. Населення — 1310 осіб (2020).

## Географія
Гаррістаун розташований за координатами 39°50′35″ пн. ш. 89°3′41″ зх. д. / 39.84306° пн. ш. 89.06139° зх. д. (39.843020, -89.061459).  За даними Бюро перепису населення США в 2010 році селище мало площу 4,79 км², уся площа — суходіл.

## Демографія
Згідно з переписом 2010 року, у селищі мешкало 1367 осіб у 541 домогосподарстві у складі 421 родини. Густота населення становила 285 осіб/км².  Було 565 помешкань (118/км²).
Расовий склад населення:
| - 98,8 % — білих - 0,1 % — чорних або афроамериканців - 0,1 % — азіатів |

До двох чи більше рас належало 1,0 %. Частка іспаномовних становила 0,6 % від усіх жителів.
За віковим діапазоном населення розподілялося таким чином: 23,2 % — особи молодші 18 років, 61,7 % — особи у віці 18—64 років, 15,1 % — особи у віці 65 років та старші. Медіана віку мешканця становила 41,4 року. На 100 осіб жіночої статі у селищі припадало 101,9 чоловіків;  на 100 жінок у віці від 18 років та старших — 100,0 чоловіків також старших 18 років.
Середній дохід на одне домашнє господарство  становив 70 376 доларів США (медіана — 64 000), а середній дохід на одну сім'ю — 78 575 доларів (медіана — 73 906). Медіана доходів становила 50 000 доларів для чоловіків та 39 815 доларів для жінок. За межею бідності перебувало 5,8 % осіб, у тому числі 10,5 % дітей у віці до 18 років та 1,8 % осіб у віці 65 років та старших.
Цивільне працевлаштоване населення становило 710 осіб. Основні галузі зайнятості: виробництво — 18,0 %, освіта, охорона здоров'я та соціальна допомога — 15,6 %, мистецтво, розваги та відпочинок — 12,5 %, роздрібна торгівля — 10,3 %.